# Midland (Arkansas)
Midland è un comune degli Stati Uniti d'America, situato in Arkansas, nella contea di Sebastian.